# Oberea flavoantennata
Oberea flavoantennata là một loài bọ cánh cứng trong họ Cerambycidae.